# An L.A. Minute
An L.A. Minute je americká filmová komedie režiséra Daniela Adamse. Adams je rovněž spolu s Larrym Slomanem autorem scénáře. Jde o režisérův první snímek od roku 2009, kdy měl premiéru film Strážce majáku (mezitím strávil Adams 21 měsíců ve vězení kvůli finančním podvodům). Ve snímku hrají Kiersey Clemons, Gabriel Byrne, Lyne Renée a další. Hlavní postavou filmu je bohatý a oceňovaný novinář Ted Gold. Natáčení filmu bylo zahájeno koncem roku 2016 (během natáčení měl Daniel Adams nehodu na motocyklu, kvůli čemuž byl nucen režírovat z invalidního vozíku). Premiéra snímku proběhla 24. srpna roku 2018. Trailer k filmu byl zveřejněn v červnu 2018. Snímku se dostalo převážně negativní odezvy od kritiků.